# Dasychira callista
Dasychira callista är en fjärilsart som beskrevs av Collenette 1939. Dasychira callista ingår i släktet Dasychira och familjen tofsspinnare. Inga underarter finns listade i Catalogue of Life.